# ハーロア
ハーロア（ハワイ語: Hāloa）はハワイ神話のハワイ創造物語で、神々から生まれたハワイ先住民の最初の祖先であり、またこの創造物語に関するチャントとして歌われている。

## ハワイ諸島の誕生
大地の女神パパハナウモク（Papahānaumoku、略称：パパ）は天の父ワーケア（Wākea）と結ばれて、東から順に、ハワイ島、マウイ島、カホオラウェ島を産む。パパは元の地域（ポリネシアのタヒチ島など）に帰ったので、ワーケアは他の女神と結んで、さらにモロカイ島、ラナイ島を作る。
その後、パパは戻り、彼女は他の男神と結ばれてオアフ島を産む。また、パパとワーケアの間で一番西のカウアイ島、ニイハウ島を産む。こうして、ハワイ諸島が誕生した。
なお、別のハワイ伝説では、ハワイロアが初めてハワイへ定住した人で、各島の名称は彼自身と彼の子供たちの名前であるとしている。

## ハーロアの誕生
パパとワーケアは沢山の子供を産み、その中に娘ホオホクカラニ（Hoʻohokukalani）がいた。ワーケアは美しく育ったホオホクカラニと結んで最初の息子ハーロア（Hāloa）を身ごもらせたが、ハーロアは死産になった。その亡骸を大地に葬ったところ、そこからタロイモが生えて、これはハワイ人の主食として大切にされてきた。
ワーケアはまたホオホクカラニと結んで、今度は息子が無事誕生して、これもハーロアと名付けられて、これがハワイ人の祖先である。

## ハーロア・チャント
こうしたハワイ諸島、ハワイ人の誕生物語は長い間口承で伝えられてきたが、19世紀前半にハワイ語の文字が作られて、ハワイ王朝年代記『クムリポ』も書き物として記録されていた。しばらくして公開され、英語訳も作られた。
『クリムリポ』の冒頭部分はやはり「ハーロア」という名称でチャントにして歌われている。
| HĀLOA | ハーロア |
| --- | --- |
| ʻO Wākea noho lā Papahānaumoku Hānau o Hawaiʻi, he moku Hānau o Maui, he moku Hoi hou o Wākea noho lā Hoʻohokukalani Hānau o Molokaʻi, he moku Hānau o Lānaʻi ka ula, he moku ... | ワーケアはパパハナウモクと結んで ハワイを産み落とし マウイを産み落とし またホオホクカラニと住んで モロカイを産み落とし ラナイを産み落とした．．． |

このチャントはひとりでも朗誦され、グループでリーダー（Alakaʻi）と参加者（Hui）の間でも交読されることもある。
同様な内容のチャントは、「メレ・ア・パークイ」などとしても歌われている。

## 参照項目
- ハワイの文化
- ハワイ諸島とハワイ人の誕生神話
- ポリネシア神話
- ハイヌウェレ型神話